# 12 Hydrae
Désignations
12 Hydrae (en abrégé 12 Hya) est une étoile binaire présumée de la constellation de l'Hydre. Elle porte également la désignation de Bayer D Hydrae, 12 Hydrae étant sa désignation de Flamsteed. Elle est visible à l'œil nu avec une magnitude apparente de 4,32. D'après la mesure de sa parallaxe annuelle par le satellite Gaia, le système est situé à environ ∼ 205 a.l. (∼ 62,9 pc) de la Terre. Il s'en rapproche à une vitesse radiale héliocentrique de −7 km/s.
12 Hydrae apparaît être une binaire spectroscopique. En 2009, une solution orbitale a été publiée pour la paire mais elle est de mauvaise qualité, donnant une période autour de 1 592 jours et une excentricité d'environ 0,4. Sa composante visible est une étoile géante jaune de type spectral G8 IIIb CN-1, avec la notation « CN-1 » qui indique une sous-abondance en  cyanogène dans son spectre. L'étoile est estimée être âgée de 910 millions d'années et elle est 2,32 fois plus massive que le Soleil. Son rayon est devenu 11,5 fois plus grand que le rayon solaire, elle est environ 77 fois plus lumineuse que le Soleil et sa température de surface est de 4 968 K.
Le système de 12 Hydrae possède un compagnon visuel découvert par R. A. Rossiter en 1953. C'est une étoile de magnitude 13,7 qui était située à une distance angulaire de 26,8 secondes d'arc et à un angle de position de 266° en 2016. C'est un compagnon purement optique qui est beaucoup plus loin de la Terre que 12 Hydrae.